# Augustin Kubizek
Augustin Kubizek (* 15. Oktober 1918 in Wien; † 24. März 2009 ebenda) war ein österreichischer Komponist und Musikwissenschaftler.

## Leben

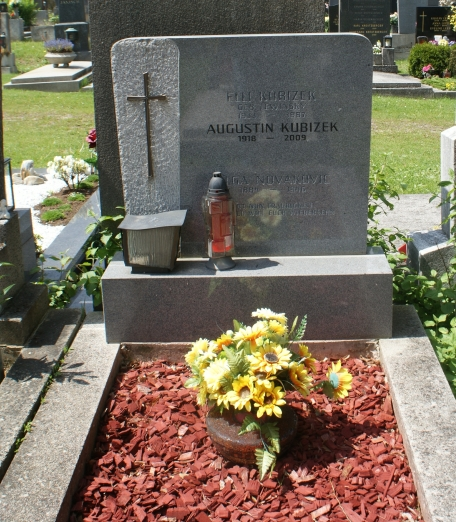
Grabstätte von Augustin Kubizek

Augustin Kubizek war der älteste der drei Söhne von August Kubizek (1888–1956), die ebenfalls eine musikalische Laufbahn einschlugen (vgl. Kubizek).
Er besuchte das Stiftgymnasium Seitenstetten, wo er Sängerknabe und Altsolist war, und diplomierte im Jahre 1937 am Bischöflichen Lehrerseminar in Linz als Volksschullehrer.
Seine musikalische Ausbildung erhielt er am Bruckner-Konservatorium Linz bei Ferdinand Grossmann im Fach Gesang sowie an der Wiener Musikhochschule bei Alfred Uhl in Komposition und bei Hans Swarowsky im Orchesterdirigieren und der Chorleitung. Kurse bei Paul Hindemith, Johann Nepomuk David und Herbert von Karajan rundeten seine Studien ab.
Seine berufliche Karriere begann Augustin Kubizek als Volks- und Hauptschullehrer in Oberösterreich, wo er von 1946 bis 1954 tätig war. Ab dem Jahr 1956 hatte er einen Lehrauftrag an der Wiener Musikhochschule inne, ehe er dort ab 1973 als außerordentlicher Professor und von 1978 bis zu seiner Emeritierung im Jahr 1985 als ordentlicher Professor für Tonsatzlehre und Komposition wirkte.
Ferner war er Mitglied des Vorstands der Gesellschaft der Autoren, Komponisten und Musikverleger (Urheberrechtsgesellschaft) und Vorstandsmitglied des Österreichischen Komponistenbundes.
Ab dem Jahr 1960 war Kubizek 27 Jahre mit der Cellistin und Gambistin Elisabeth „Elli“ Lewinsky (1933–1987) verheiratet. Ihre gemeinsamen Kinder Gabriele Huß, Leonhard Kubizek (Pat Leonhard), Michael Kubizek und Maria Bader-Kubizek übten alle auch den Musikerberuf aus und tun dies zum Teil noch heute. Seine Tochter Isabella aus erster Ehe wurde Ärztin. Sein Neffe war der Musiker Wolfgang R. Kubizek.
Im Jahr 1965 gründete er den Chor der Wiener Schütz-Kantorei und war auch dessen Leiter.
Zudem wirkte er vielfach als Juror bei nationalen und internationalen Musikwettbewerben.
Er wurde am Friedhof Mauer (Gruppe 6, Reihe 3, Nummer 13) in Wien bestattet.

## Auszeichnungen
- 1969: Staatspreis für Musik[4] für Chorkomposition
- 1973: Preis der Stadt Wien für Musik[5]
- 1982: Kulturpreis des Landes Oberösterreich
- 1987: Ehrendoktorwürde der Universidad Interamericana de Ciencias Humanisticas, Orlando (Florida),
- 1987: Großes Silbernes Ehrenzeichen für Verdienste um die Republik Österreich (1952)
- 1994: Großes Goldenes Ehrenzeichen für Verdienste um das Bundesland Niederösterreich.

## Werke

### Vokalmusik
- Jahrmarkt – Drei Chorlieder für gemischten Chor, op. 4/1 (1951)[6]
- Ich zog mir einen valken – Chorlied für Frauenchor, op. 4/2 (1951)[6]
- Vier Motetten zur Weihnacht – für gemischten Chor, op. 4/3 (1952)[6]
- Zehn fröhliche Tiersprüche – für gemischten Chor nach Texten von Franz Karl Ginzkey, op. 8 (1955)[6]
- Kranz des Jahres – Zwölf Chorlieder für Frauenchor, op. 16 (1956)[6]
- Zehn Studentenlieder – für gemischten Chor, op. 20/1 (1958)[6]
- Zehn Volkslieder – für Frauenchor, op. 20/2 (1959)[6]
- Cantata de Joanne – für Soli, Männerchor und Kammerorchester, op. 21/1 (1959)[6]
- Nie stirbt das Land – Fünf Chorlieder für Männerchor nach Josef Georg Oberkofler, op. 21/2 (1963)[6]
- Ich bin ein Kind der Berge – Lied für gemischten Chor (1964)[6]
- Mundus Cantat – 35 Volksliedsätze und Liedkantaten aus europäischen Ländern für gemischten Chor, op. 34/1 (1969–1976)[6]
- Dorfreigen – Chorzyklus nach Reuental, op. 50 (1980)[6]
- Mein auserwählter Hort – Chorzyklus nach Oswald von Wolkenstein, op. 51 (1981)[6]
- Les proverbes de Fenis – Suite vocale für gemischten Chor, op. 55 (1983)[6]
- Musik macht frei – Chorlied für gemischten Chor (1984)[6]
- Grünet die Hoffnung – Drei Chorsätze für Chöre und Instrumente, op. 61/2 (1986)[6]
- Was erwartet ihr? – Chorzyklus für gemischten Chor (Frauenchor) nach Franz Kießling, op. 62a/b (1988)[6]
- Ein Licht ist erschienen – nach Texten von Hans Dieter Mairinger, op. 63/1 (1989)[6]
- Sancta Maria – Motette für drei Solostimmen und Frauenchor, op. 65/2b (1991)[6]

### Ensemblemusik
- Vier Lieder – für Sopran, Flöte, Klarinette und Viola, op. 1/2 (1946/1947)[6]
- Drei Lieder nach Christian Morgenstern – für Sopran, Flöte und Gitarre, op. 1/3 (1948)[6]
- Musik für zwei Violinen – op. 3/2 (1952)[6]
- Kleine Suite für Violine und Viola – op. 5/2 (1953)[6]
- Sonatine für Viola (Klarinette, Violoncello) und Klavier – op. 5/1 (1953)[6]
- Vier Tänzchen für drei Instrumente – op. 5/3 (1955)[6]
- Sonate für Oboe und Klavier – op. 12 (1955)[6]
- Hab ich Lieb – Vier Lieder nach altdeutschen Texten, op. 14ab (1955)[6]
- Quartetto da camera – für Oboe, Klarinette, Fagott und Gitarre, op. 24a (1963)[6]
- Trio für Klarinette (Violine), Violoncello und Klavier – op. 26a (1964)[6]
- Vergnügliche Miniaturen über eine Zwölftonreihe – für Violine, Klarinette, Posaune und Fagott, op. 18/1 (1965)[6]
- Die tüchtigen Fiedler – Zehn Variationen für zwei Violinen, op. 38 (1974)[6]
- Stationen – Kantate für gemischten Chor, Orgel und Schlagzeug nach Texten von Herbert Vogg, op. 40 (1975)[6]
- Musica Concertante – für Oboe, Violine, Violoncello und Cembalo (Klavier), op. 45 (1977)[6]
- Pro und Contra – für zwei Klaviere, op. 60/3 (1996)[6]

### Geistliche Musik
- Vier Motetten zur Kirchweih – op. 4/4 (1952)[6]
- Missa brevis für gemischten Chor – op. 6 (1953)[6]
- Nachtbilder – Sieben Lieder nach Christian Morgenstern für gemischten Chor, op. 7 (1954)[6]
- Vier Motetten – für gemischten Chor, op. 10 (1955)[6]
- Drei geistliche Motetten – für gemischten Chor, op. 11 (1955)[6]
- Und erlöse uns von allem Übel – Kantate für Alt, gemischten Chor, zwei Klaviere und Schlagzeug nach Texten von Peter Huchel, op. 18 (1957)[6]
- Sechs kleine Psalmen-Motetten – für gemischten Chor, op. 29 (1966)[6]
- Lobe den Herrn – Kantate für Volksgesang, gemischten Chor, drei Trompeten, drei Posaunen und Orgel, op. 31/2 (1967)[6]
- Psalm 126 – für Volksgesang, gemischten Chor, zwei Trompeten, zwei Posaunen und Orgel, op. 31/3 (1967)[6]
- Marienlob – Kantate für Sopran, Flöte, Klarinette und Violoncello, op. 30 (1968)[6]
- Neue Messe – Fünf Betrachtungen für gemischten Chor, op. 32 (1970)[6]
- Deutsche Messe – für gemischten Chor, op. 35 (1971)[6]
- Zwei Marienmotetten – für gemischten Chor, op. 37a (1973)[6]
- Beata es, Maria – Kantate, op. 37b (1973–1990)[6]
- St. -Michael-Messe – op. 39 (1974)[6]
- Drei Psalmen-Motetten – für gemischten Chor, zwei Trompeten und zwei Posaunen, op. 29d (1975)[6]
- Plöner Chorsuite – Fünf Chorsätze nach plattdeutschen Liedern (1978)[6]
- Nec morti esse locum – Kantate für Chor und Orchester (Orgel ad lib.), op. 46 (1978)[6]
- Ave Maria – Sextett für zwei Violinen, Klarinette, Klavier, Viola und Violoncello mit Solostimme, op. 37d/e (1978)[6]
- Fünf Stationen – für gemischten Chor. Aus dem Oratorium „Wir, die wir leben“ (Memento Homo), op. 41b (1979)[6]
- Weihnachten mit dem Carinthia-Chor – 14 Weihnachtslieder für Soli, Männerchor und Instrumente (1982)[6]
- Zehn Advent- und Weihnachtslieder in Sätzen – für gleiche Stimmen und Instrumente (1983)[6]
- Vater unser – für achtstimmigen Doppelchor und Orchester, op. 42/55 (1983)[6]
- Marienleben – Sieben Motetten für Soli, Schola und Frauenchor, op. 57 (1985)[6]
- Altdeutsche Weihnachtslieder – für Singstimme und Gitarre (1986)[6]
- Familienweihnacht – 13 Weihnachtslieder in Sätzen für Soli und Männerchor (1988)[6]
- Preist Gott in der Höh – für gemischten Chor (Frauenchor) nach Hans Dieter Mairinger, op. 63/2a/b (1989)[6]
- Fünf Gesänge zur Meßfeier – für gemischten Chor, zwei Trompeten, zwei Posaunen und Tuba (1989)[6]
- Laudes. Tres cantiones – für Soli, vier- bis achtstimmigen Chor a cappella nach Hildegard von Bingen, op. 65 (1990)[6]